# روب نيلسون (لاعب كرة قاعدة)
روب نيلسون (بالإنجليزية: Rob Nelson)‏ هو لاعب كرة قاعدة أمريكي، ولد في 17 مايو 1964 في باسادينا في الولايات المتحدة.

## وصلات خارجية
- روب نيلسون على موقعبيزبول رفرنس.كوم (الدوري الرئيسي) (الإنجليزية)
- روب نيلسون على موقعبيزبول رفرنس.كوم (الدوري الثانوي) (الإنجليزية)
- روب نيلسون على موقع إي إس بي إن.كوم (أم.أل.بي) (الإنجليزية)
- روب نيلسون على موقع مشجعي الرسوم البيانية (الإنجليزية)